# Casacalenda
Casacalenda è un comune italiano di 1 836 abitanti della provincia di Campobasso in Molise.

## Origini del nome
È l'antica Calene citata da Polibio, nella quale C. Marco si accampò nell'anno 217 a.C. per affrontare il nemico Annibale.. Una antica iscrizione rinvenuta nelle vicinanze dell'abitato riporta l'espressione "Incolae Sicaleni", ovvero " abitanti di/in Sicalenum". Secondo alcuni invece il termine casa si accosterebbe al termine latino calendae, ossia "primo giorno del mese" e con significato traslato a "primo giorno del mercato".

## Storia
Lo storico Polibio riferisce, parlando della seconda guerra punica, che nell'inverno del 217 a.C. nel villaggio di Kalene si era accampato l'esercito romano, guidato da M. Munucio Rugo per affrontare il nemico Annibale, trincerato nella vicina Gerione. 
L'attuale nome Casacalenda conserva il suo stemma sulla Porta da Capo, e sulla Fonte del Duca: l'iniziale lettera di K, toponimo precedente il romanizzato Calendae, venne cambiata con la conquista romana nel I secolo a.C.
Dopo la caduta di Roma, si sa che nel Catalogus baronum sotto Guglielmo II di Sicilia nel 1175, che il primo signore di Casacalenda fu Giuliano da Castropignano. Il casato più importante che governò Casacalenda nella storia fu quello dei Caracciolo e dei Capua. Nello stesso anno Riccardo, con il consenso regio, divenne signore di Casacalenda, ma in seguito al declino della monarchia angioina, Casacalenda divenne parte integrante della contea di Montagano.
In seguito il feudo fu venduto ad Andrea di Capua e Pirro Ametrano, signore spagnolo, nel 1510. Pirro morì nel 1544, a lui successe il figlio Antonio, che si sposò con Giulia de Sangro, figlia del conte di Frisa, e da questo matrimonio nacquero Pirro II, Vittoria e Lucrezia. Quando Antonio Ametrano morì nel 1562, il feudo passò a Lucrezia, la quale sposò Antonio di Sangro nel 1580, dando vita al periodo del dominio del nuovo casato, molto potente e favorito dalla Casa Reale di Napoli.
In seguito Casacalenda passò al nipote Scipione, che sposò Beatrice Carafa nella casa ducale di Campolieto, prima di morire nel 1671. Dal matrimonio nacque Fabrizio, sotto cui i possedimenti molisani dei Sangro comprendevano, oltre a Casacalenda, anche Campolieto, Campodipietra, Larino e Provvidenti. Fabrizio ebbe sei figli, di cui solo l'ultimo chiamato Scipione, prese i possedimenti del casato nel 1700. Costui acquisì molto potere, fino ad ottenere nel 1724 il feudo marittimo di Campomarino dai marchesi Marulli di Barletta, e lasciò come erede la figlia Anna, prima della morte nel 1752.
Le vicende di passaggio del feudo si susseguirono fino all'eversione della feudalità nel 1805, benché il nobile Antonio, ultimo discendente, conservò il titolo di duca. Suo figlio Francesco sposò Isabella Pallavicino del patriziato lombardo, e successivamente il titolo passò al figlio Giovanni.
Nel frattempo nel secondo Ottocento il centro si ampliò notevolmente, con la costituzione di due nuclei: la Terravecchia, ossia quello più antico, a forma ellittica, e la Terranova, più espanso, che sorse sulla piana del Carmine, dove c'è la chiesa omonima.

### Simboli
Lo stemma e il gonfalone sono stati concessi con decreto del presidente della Repubblica del 10 novembre 1983.
Lo stemma si può blasonare:
Il gonfalone è un drappo di azzurro.

## Monumenti e luoghi d'interesse
- Chiesa di Santa Maria Maggiore: la chiesa, di origini romaniche, venne gravemente danneggiata dal terremoto del 1456 e dell'aspetto antico resta soltanto la lunetta del portale maggiore. Nell'arco del portale laterale v'è raffigurata la scena della Crocifissione, che presenta analogie con quella del duomo di Larino, forse realizzata nel periodo gotico dalla scuola dello scultore Francesco Petrini. La chiesa antica era a navata unica, successivamente ampliata: la chiesa vecchia divenne la casa canonica, e il nuovo edificio fu realizzato nel 1587, successivamente danneggiato dal terremoto del 1688, e finalmente terminato con l'impianto longitudinale a tre navate. Nell'800 il Monsignor Tria della diocesi di Larino vi fece aggiungere anche una quarta navata, oggi sacrestia. Il tempio è molto ricco di opere rinascimentali e barocche: una tela di Paolo Gamba che rappresenta la Vergine col Bambino tra santi del 1752, poi la Natività di Fabrizio Santafede e la Morte di San Giuseppe dello Zingaro.
- Chiesa dell'Addolorata: a partire da un'iscrizione sul portale, si capisce che i lavori di edificazione risalgono al 1755, conclusi nel 1761. L'edificio ha una navata unica, con divisione di pilastri coronati da capitelli corinzi. All'interno i beni di maggiore spicco sono l'altare principale in marmi policromi, il coro in noce lavorato da artigiani locali, trasferiti dalla vecchia chiesa di San Salvatore. Accanto alla chiesa nel 1645 fu posizionata la Fontana del Duca, concessa da Scipione Di Sangro per gli usi pubblici. La chiesa ha un'elegante facciata barocca scandita in due settori da cornice marcapiano. Il portale ha cornice composita barocca con una piccola nicchia che racchiude la statua della Madonna, il finestrone centrale ha cornice mistilinea in pietra lavorata, e la sommità della facciata ha incurvature, sormontate al centro dal campanile a vela.
- Chiesa di Santa Maria del Carmine: fu edificata nel 1650, appena fuori dal borgo Terravecchia, dalle confraternite riunite del Sacramento, del Gonfalone, del Purgatorio e del Rosario, riconosciute dalla bolla papale di Sisto V nel 1586. Nel 1688 fu aggiunta la cappella della Madonna delle Grazie, sotto il controllo della famiglia Scarparo. Nel 1727 il Monsignor Tria la trovò in rovina e la fece riedificare in tre navate, riaperta con solenne cerimonia tre anni dopo, e affiliata alla parrocchia di Santa Maria Maggiore. La chiesa è sede della Confraternita del Carmine, fondata nel 1854, divenne parrocchia nel 1896, ed oggi mostra interessanti arredi tardo barocchi.
- Convento di Sant'Onofrio: risalente al XV secolo. Fu edificato nel 1407 da Padre Giovanni da Stroncone, e si trova fuori dal centro. L'edificio presenta un chiostro spazioso quadrangolare con porticato, sulle cui pareti sono ancora presenti tracce di affreschi rinascimentali; poi ha un refettorio con 25 celle sul piano superiore e un'ala secondaria ottocentesca. All'interno della chiesa, divisa in due navate, ci sono di pregio l'altare maggiore in marmo policromo, collocato sotto un vasto arco trionfale dietro il quale c'è il coro ligneo in noce. La parete sorretta dall'arco accoglie un dipinto che rappresenta l'emblema dell'ordine francescano; sulla parete d'ingresso della sagrestia è possibile osservare un trittico composto da tavole di quercia che ritrae l'Annunciazione, mentre la predella ritrae l'Ultima Cena, entrambe opere del pittore olandese Dirk Hendricksz[7][8].
- Porta Capo - Fontana del Duca: la porta è un semplice arco a tutto sesto, costruito dentro una struttura con due piedistalli. La fontana fu fatta costruire da Scipione del Sangro con materiale calcareo, lavorato da abili scalpellini, dotata di tre mascheroni in rilievo per consentire la fuoriuscita dell'acqua. All'estremità della fontana vi è lo stemma civico su cui è incisa la lettera K.
- Il Palazzo Ducale: il palazzo sorge sull'antico castello, e ha un aspetto tardo cinquecentesco, in più stili, a pianta quadrata irregolare, con bastioni alla base, e un loggiato di finestre sulla porzione a sinistra della facciata. Il castello andò in possesso nel XIV secolo a Riccardo Caracciolo, quando il feudo si chiamava "Casalchilenda", dalla moglie di Giordano di Siracusa, Mattea da Casalchilenda nel 1324. Nello stesso anno Riccardo divenne signore del feudo, ma in seguito al declino degli angioini, Casacalenda andò a finire nella contea di Montagano. Il palazzo ducale fu ricostruito durante il governo di Pirro Ametrano e Andrea di Capua: l'edificio originario era un semplice fortilizio eretto su una roccia a difesa della borgata, e la stradina entrava da Porta da Capo e usciva da Porta da Piedi. La porta maggiore è stata inglobata nel palazzo, conservando ancora oggi lo stemma ducale. Pirro morì nel 1544, e gli successe il figlio Antonio il quale si sposò con Giulia del Sangro, ne nacquero Pirro, Vittoria e Lucrezia. Alla morte di Ametrano nel 1562, il figlio lo seguì nel 1579, e il feudo con il palazzo passò a Lucrezia, che sposò Antonio di Sangro nel 1580, dando vita al dominio ufficiale dei Sangro su Casacalenda. Ultimo duca di Casacalenda fu Scipione, e dopo l'eversione dal feudalesimo (1805), lasciò il comando ad Antonio nel 1806. Il palazzo divenne una residenza signorile ottocentesca in questi anni, fino ad essere poi, nel Novecento, ceduto al comune, che lo restaurò, installandovi un laboratorio cinematografico-teatrale.
- Oasi LIPU di Bosco Casale, prima area protetta del Molise. Si tratta di un'area alle pendici dei Monti Frentani, tra il massiccio del Matese e la costa adriatica. Bosco di circa 105 ettari definito misto collinare, con radure che testimoniano la vecchia presenza dei cortili carbonili. Le piante tipiche del sottobosco, che crescono lungo i sentieri, sono le rosse bacche del corniolo, i fiori bianchi del prugnolo, il biancospino e il ligustro. Nell'oasi sono presenti anche delle sorgenti che alimentano i ruscelli e le pozze perenni, e un piccolo stagno.
- Sito archeologico di Arx Calela: l'area è conosciuta sin dai geografi antichi come Strabone, dove sorgeva il villaggio di Gerione, lungo la via Larina e la Traiana-Frentana. Secondo lo storico Polibio e anche Tito Livio, nel 217 a.C., durante la guerra romana contro Annibale, svernarono le truppe di M. Minucio Rufo. Annibale incendiò Gerione, e lasciò alcune abitazioni per poterle adibire a granai. Benché il villaggio sia stato ricostruito, fu distrutto definitivamente nel 1456 da un terremoto, e gli abitanti si rifugiarono a Montorio nei Frentani, Casacalenda, Ripabottoni e Provvidenti. Gli scavi archeologici sono stati avviati soltanto negli anni '90 del Novecento, quando ormai poco restava dell'antico villaggio.

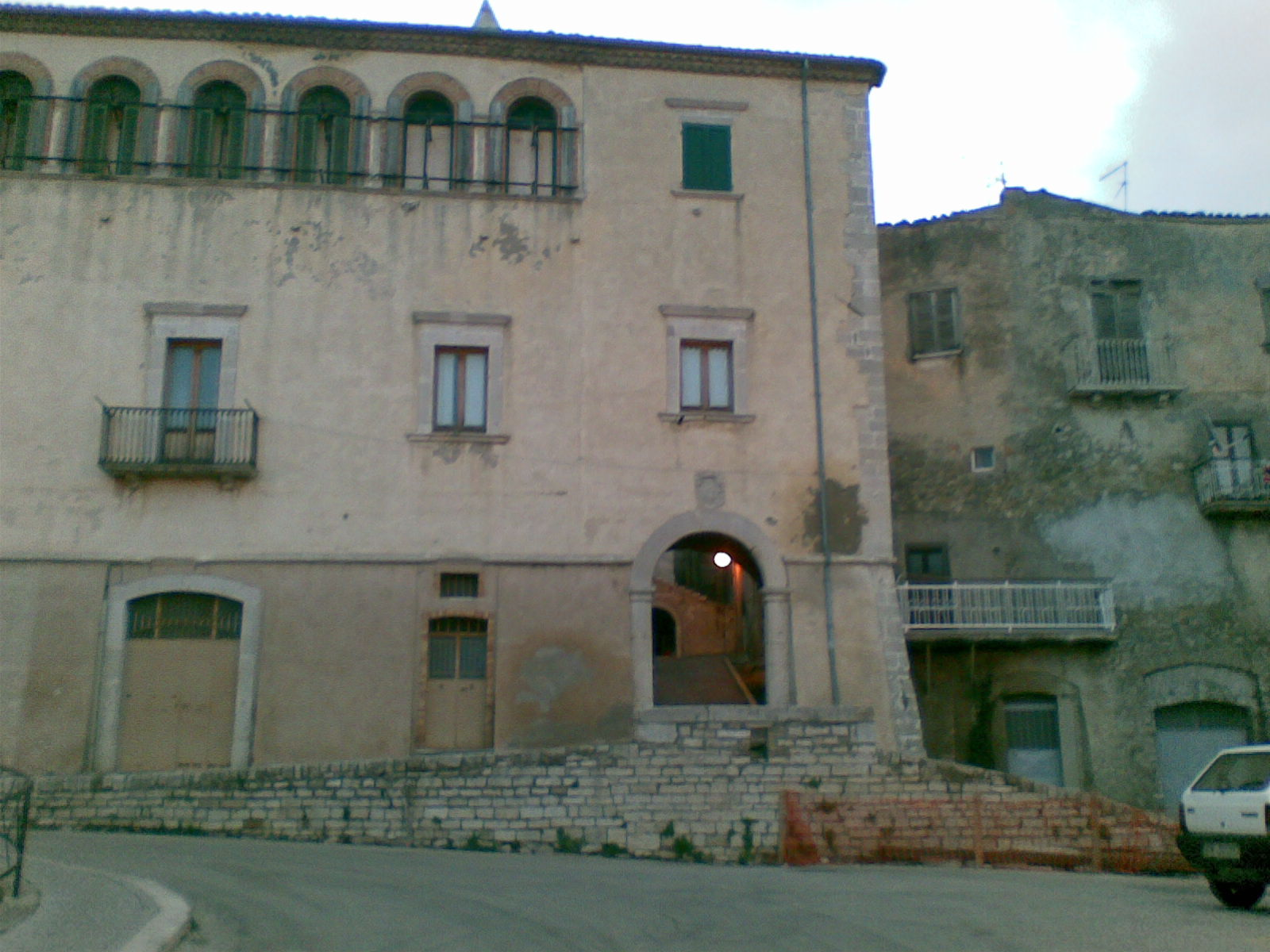
Porta Capo e Palazzo Ducale di Casacalenda
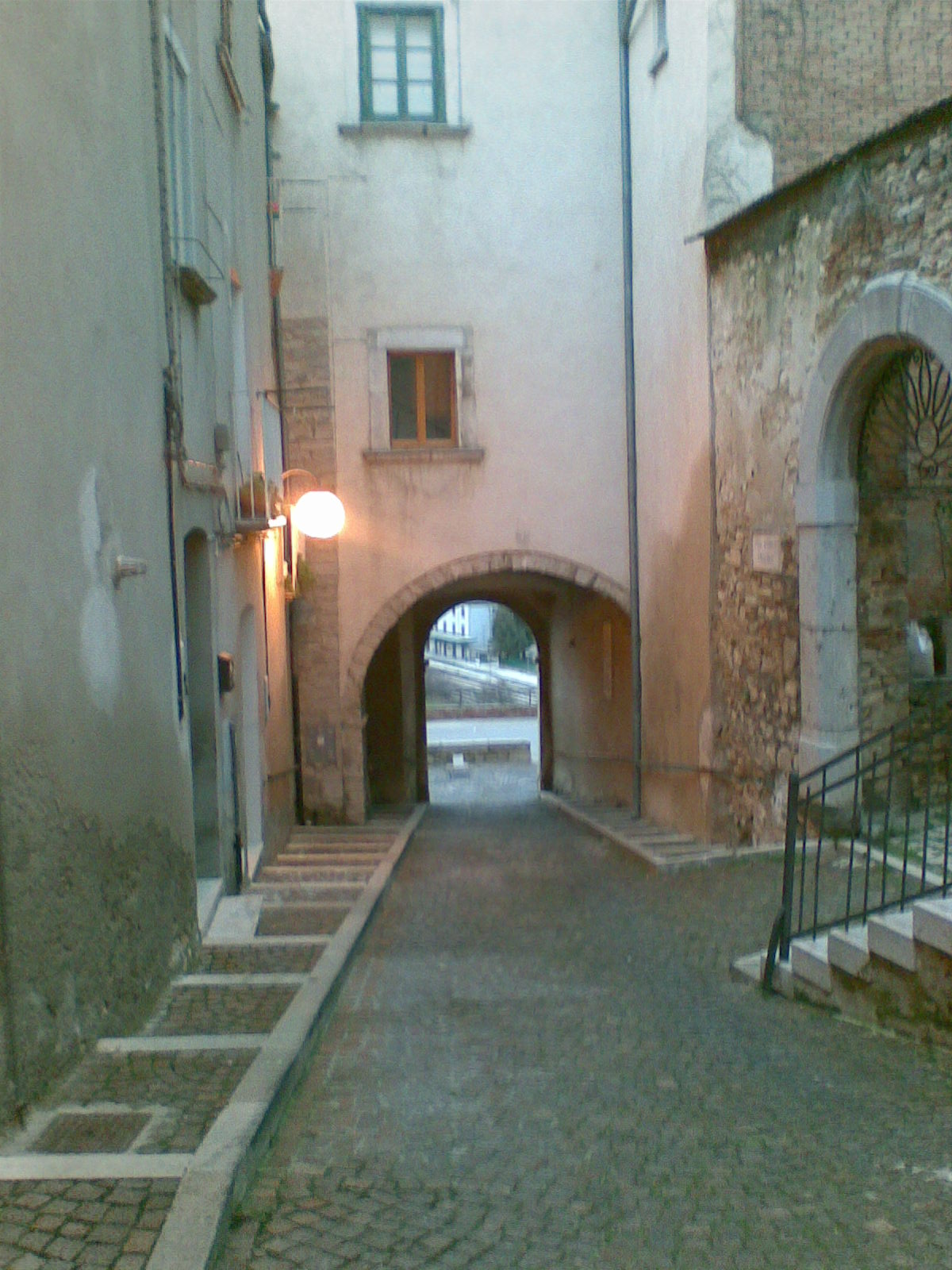
Terravecchia, centro storico di Casacalenda
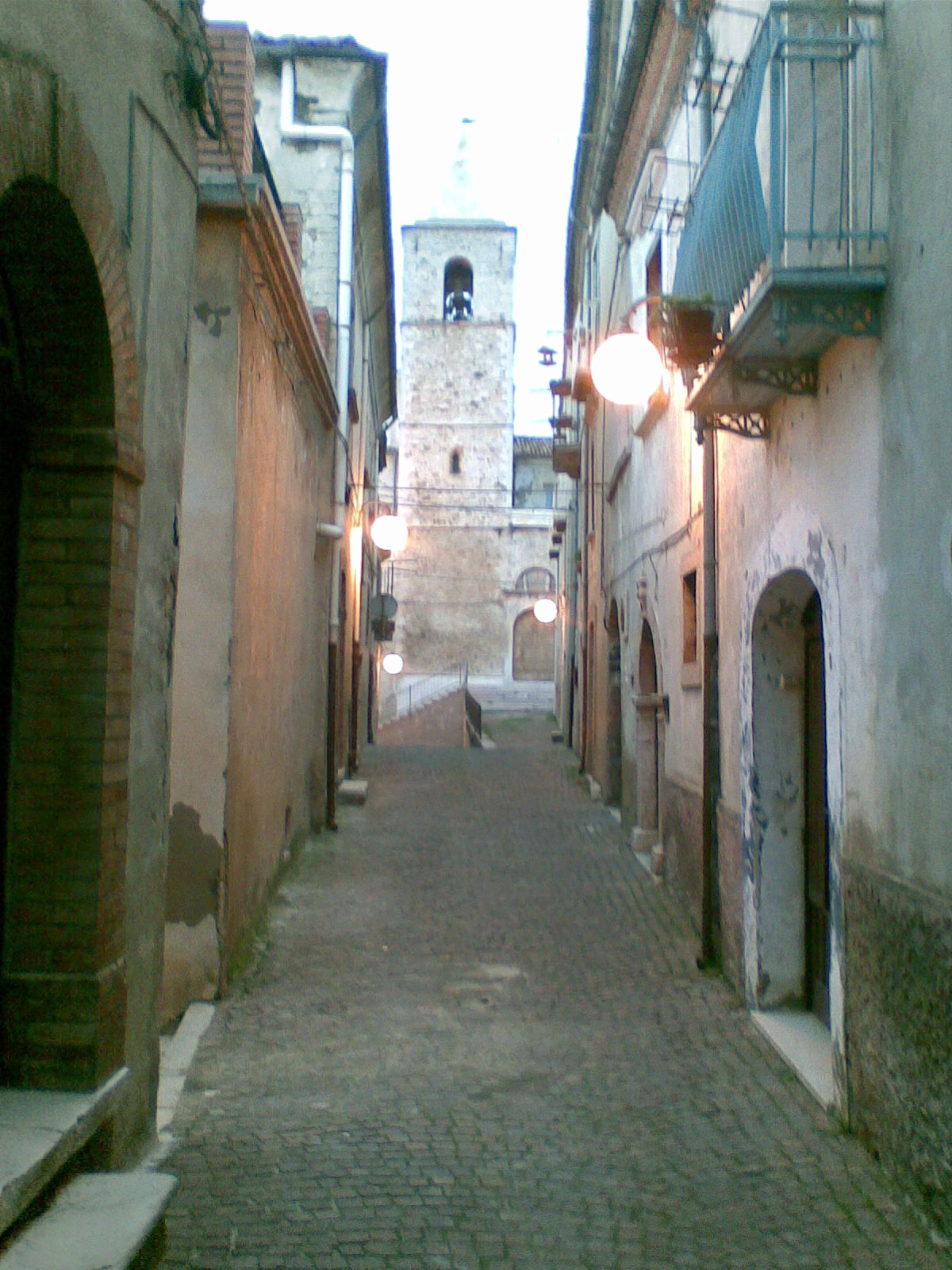
Terravecchia, centro storico di Casacalenda

## Società

### Evoluzione demografica
Abitanti censiti

### Festività principali
- Festa patronale di Sant'Onofrio: la festa patronale prevede la messa nella chiesa di Santa Maria Maggiore e la sfilata in processione per le vie della città.
- Festa di San Giuseppe: in occasione della festa sono allestite delle lunghe tavolate nelle abitazioni di famiglie volontarie, la cui effigie viene posizionata in un posto visibile nella stanza. Nei tempi antichi alle tavolate venivano invitati soprattutto i poveri, oggi vi siedono le famiglie di qualsiasi ceto sociale, conservando la tradizione culinaria antica del paese. A capotavola siedono due anziani rappresentanti la Madonna e San Giuseppe, circondati da bambini che rappresentano gli angeli, le pietanze principali sono arance condite con olio di oliva e sottaceti in agrodolce, fagioli, ceci, piselli, cicerchie, riso, baccalà gratinato e le tipiche "scrippelle".
- Tradizione del Bufù: rito di capodanno, in cui l'anno nuovo viene salutato con il tradizionale strumento folcloristico. I gruppi di ragazzi attraversano le vie della città suonando di casa in casa, fino all'incontro in piazza del Mercato. Lo strumento col tempo è diventato famoso in tutta la regione e in parte anche nel contesto nazionale, tanto che nel paese gli è stato dedicato un museo multimediale.
- Madonna della Difesa: si svolge la quarta domenica di settembre nell'omonimo santuario posto a nord del paese, e richiama molti pellegrini del basso Molise.

## Cultura

### Musei
All'interno del palazzo comunale, in corso Roma n. 78, sono ospitati il Museo multimediale del bufù, dedicato all'omonimo strumento musicale della tradizione contadina, e la Galleria civica d'arte contemporanea dedicata, nel 2007, allo scultore Franco Libertucci. Sempre al secondo piano del Municipio, il 1º agosto 2009 è stata inaugurata la Galleria del giro del cigno, dedicata al più importante evento sportivo di Casacalenda, gara ciclistica internazionale Cl. 1.2 ME arrivata alla 61ª edizione.
Dal 1990, inoltre, esiste un Museo all'aperto di arte contemporanea che, a maggio del 2014, si è arricchito con altre due opere portando, così, a 20 i manufatti del MAACK (acronimo del Museo) che arricchiscono l'intero territorio comunale.

## Amministrazione
Di seguito è presentata una tabella relativa alle amministrazioni che si sono succedute in questo comune.
| Periodo          | Periodo          | Primo cittadino           | Partito                                                        | Carica      | Note   |
| ---------------- | ---------------- | ------------------------- | -------------------------------------------------------------- | ----------- | ------ |
| 9 giugno 1980    | 16 giugno 1990   | Giovanni Di Stasi         | Partito Comunista Italiano                                     | Sindaco     | [ 11 ] |
| 16 giugno 1990   | 24 aprile 1995   | Giovanni Antonio Tozzi    | Partito Comunista Italiano, Partito Democratico della Sinistra | Sindaco     | [ 11 ] |
| 24 aprile 1995   | 14 giugno 1999   | Paolo Miozza              | Partito Democratico della Sinistra                             | Sindaco     | [ 11 ] |
| 14 giugno 1999   | 14 giugno 2004   | Giovanni Antonio Tozzi    | lista civica                                                   | Sindaco     | [ 11 ] |
| 14 giugno 2004   | 28 novembre 2007 | Nicola Eugenio Romagnuolo | lista civica                                                   | Sindaco     | [ 11 ] |
| 8 giugno 2009    | 25 maggio 2014   | Marco Gagliardi           | lista civica                                                   | Sindaco     | [ 11 ] |
| 26 maggio 2014   | 25 maggio 2019   | Michele Antonio Giambarba | lista civica: bene comune Casacalenda                          | Sindaco     | [ 11 ] |
| 26 maggio 2019   | 30 dicembre 2020 | Sabrina Lallitto          | lista civica: Kalena Plenum                                    | Sindaco     | [ 11 ] |
| 31 dicembre 2020 | 3 ottobre 2021   | Agnese Scala              |                                                                | Comm. pref. | [ 11 ] |
| 4 ottobre 2021   | In Carica        | Sabrina Lallitto          | lista civica: Ripartiamo Kalena                                | Sindaco     | [ 11 ] |

## Infrastrutture e trasporti

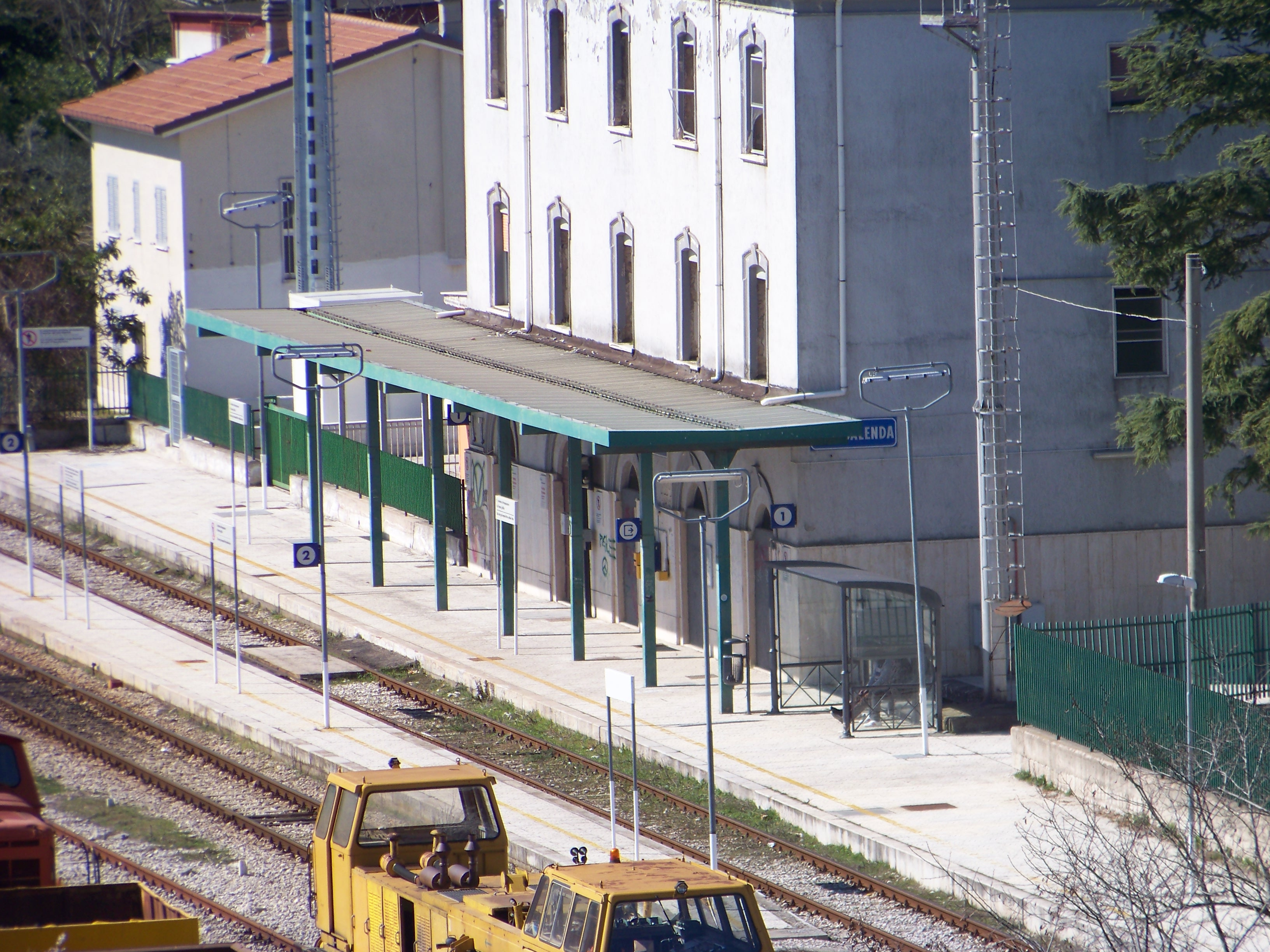
La stazione di Casacalenda-Guardialfiera.

Casacalenda è sede della stazione di Casacalenda-Guardialfiera, posta lungo la linea Campobasso-Termoli.